# Вальтер Асеведо
Ва́льтер Аніба́ль Асеве́до (ісп. Walter Aníbal Acevedo; нар. 16 лютого 1986, Сан-Хусто, Аргентина) — аргентинський футболіст, опорний півзахисник.
Окрім гри за ряд аргентинських клубів, відомий своїми виступами за український «Металіст» та іспанську «Сарагосу». Провів один матч у складі національної збірної Аргентини.

## Біографія
Асеведо — вихованець футбольної школи клубу «Сан-Лоренсо». Професіональний контракт з цим клубом він підписав 2005 року і вже в перший для себе сезон забив єдиний м'яч за цю команду. У 2008 році Вальтер дебютував в Кубку Лібертадорес. Молодий хавбек зіграв 6 матчів: двічі з'являвся на полі проти Крузейру та Рівер Плейт а також зіграв по одному матчу проти Каракаса та Ліга де Кіто. Також Вальтер провів 3 матчі в Копа Судамерикана.
У січні 2009 року перейшов до харківського «Металіста», з яким підписав 5-річний контракт. У українській Прем'єр-лізі дебютував 4 березня 2009 року в матчі проти «Динамо» (Київ) (0:2), на 67 хвилині, замінивши Віталія Бордіяна.
Влітку 2009 року Вальтер Асеведо відправився в «Індепендьєнте» в обмін на Ернана Фредеса.
2010 року став гравцем «Рівер Плейта», проте закріпитись в команді не зумів, через що значну частину часу провів в оренді в аргентинському «Банфілді» та іспанській «Сарагосі», що виступала в Сегунді.
Влітку 2014 року перейшов в столичне «Тігре», але закріпитись в команді не зумів і вже в січні наступного року став гравцем клубу «Дефенса і Хустісія» з міста Флоренсіо Варела.

### Збірна
2003 року став разом з командою бронзовим призером юнацького чемпіонату світу. 2006 року провів кілька матчів за молодіжну збірну.
У складі національної збірної Аргентини провів один матч — 10 лютого 2010 року вийшов на поле в товариській грі зі збірною Ямайки (2:1).